# Ciao biondina
Ciao biondina è un brano musicale composto da Giovanni Sordi e musicato da Lino Benedetto nel 1942. 
La marcia è dedicata ai soldati italiani, spronati a prendere parte al secondo conflitto mondiale per compiere il proprio dovere verso la Patria, anche separandosi dagli affetti più cari come ad esempio la fidanzata (ciao, biondina / un bacio ancora), la quale è la prima a spronare l'amato a combattere, a vincere e a tornare da lei, presumibilmente per il matrimonio (Ciao mio caro amor, / presto torna vincitor!).